# Remembrance Drive
Der Remembrance Drive ist eine Hauptverbindungsstraße im Osten des australischen Bundesstaates New South Wales. Er verbindet den Camden Bypass in Camden South mit dem Hume Highway in Aylmerton. Von 1928 bis 1984 verlief auf dieser Strecke der Hume Highway. Heute ist dieser Teil des Old Hume Highway als Staatsstraße 89 bezeichnet.

## Verlauf
In Camden South ist der Remembrance Drive die Fortsetzung des Camden Bypass (S89) nach Süden. Nach ca. 6 km biegt die Straße Richtung Südwesten ab und erreicht nach weiteren 8 km die Stadt Picton, wo von Osten die Picton Road (S88) einmündet. Über Tahmoor und Bargo führt der Weg weiter nach Süden.
3 km südöstlich von Bargo erreicht der Remembrance Drive den Hume Highway (N31) und verläuft parallel mit diesem durch Yanderra und Yerrinbool bis nach Aylmerton. Dort mündet er in dem Hume Highway ein und endet.

## Geschichte
Die Straße war auch Teil des Remembrance Driveway von Sydney nach Canberra zur Ehre der im Ausland eingesetzten australischen Soldaten. 1984 wurde auch dieser Straßenzug auf die neue Route des Hume Highway verlegt. Die alte Route heißt seit dieser Zeit Remembrance Drive.
Die Strecke ist historisch und diente schon von alters her als Hauptverbindung zwischen Sydney und Melbourne. Die erste Straße über die Razorback Range wurde 1825 von Häftlingsgruppen gebaut. 1830 entstand die Straße auf der heutigen Route. Einige Abschnitte dieser Straße bestehen noch heute aus Betonteilen, die in den 1920er- und 1930er-Jahren verlegt wurden. Der Streckenabschnitt über die Razorback Range ist relativ steil. Zwischen Picton und Bargo verläuft die Straße durch Tahmoor und folgt nicht dem noch älteren Hume Highway durch Thirlmere, Hill Top und Colo Vale.
Die Städte entlang dieser Strecke sind historisch interessant und ziehen Touristen an.